# Barnett Parker
Barnett Parker (11 septembre 1886, Batley, Yorkshire, Royaume-Uni – 5 août 1941, Los Angeles, Californie) est un acteur britannique. 

## Filmographie partielle
- 1916 : The Flight of the Duchess d'Eugene Nowland : le duc
- 1920 : The Misleading Lady de George Irving et George Terwilliger : Steve
- 1936 : L'Extravagant Mr. Deeds (Mister Deeds goes to town) de Frank Capra
- 1936 : Le général est mort à l'aube (The General Died at Dawn) de Lewis Milestone
- 1936 : Une fine mouche (Libeled Lady) de Jack Conway
- 1936 : The President's Mystery de Phil Rosen
- 1936 : L'amiral mène la danse (Born to dance) de Roy Del Ruth
- 1937 : Valet de cœur (Personal Property) de W. S. Van Dyke
- 1937 : Le Secret des chandeliers (The Emperor's Candlesticks) de George Fitzmaurice
- 1937 : Le Règne de la joie (Broadway Melody of 1938) de Roy Del Ruth
- 1937 : Espionnage de Kurt Neumann
- 1937 : Mariage double (Double Wedding) de Richard Thorpe
- 1937 : La Vie, l'Art et l'Amour (Live, Love and Learn) de George Fitzmaurice
- 1937 : Ready, Willing and Able de Ray Enright
- 1937 : Les Cadets de la mer (Navy Blue and Gold) de Sam Wood
- 1938 : Marie-Antoinette de W. S. Van Dyke
- 1938 : Surprise Camping (Listen, Darling), d'Edwin L. Marin
- 1938 : Hold That Kiss d'Edwin L. Marin
- 1939 : Un jour au cirque (At the Circus) d'Edward Buzzell
- 1939 : Place au rythme (Babes in arms) de Busby Berkeley
- 1939 : Mademoiselle et son flic (She Married a Cop) de Sidney Salkow
- 1940 : Hit Parade of 1941 de John H. Auer
- 1941 : Le Dragon récalcitrant (The Reluctant Dragon), court-métrage de Hamilton Luske
- 1941 : Tall, Dark and Handsome de H. Bruce Humberstone